# (166745) Pindor
(166745) Pindor est un astéroïde de la ceinture principale.

## Description
(166745) Pindor est un astéroïde de la ceinture principale. Il fut découvert le 4 octobre 2002 à l'observatoire d'Apache Point par le programme Sloan Digital Sky Survey. Il présente une orbite caractérisée par un demi-grand axe de 3,16 UA, une excentricité de 0,05 et une inclinaison de 12,1° par rapport à l'écliptique.

## Compléments